# David Garrett

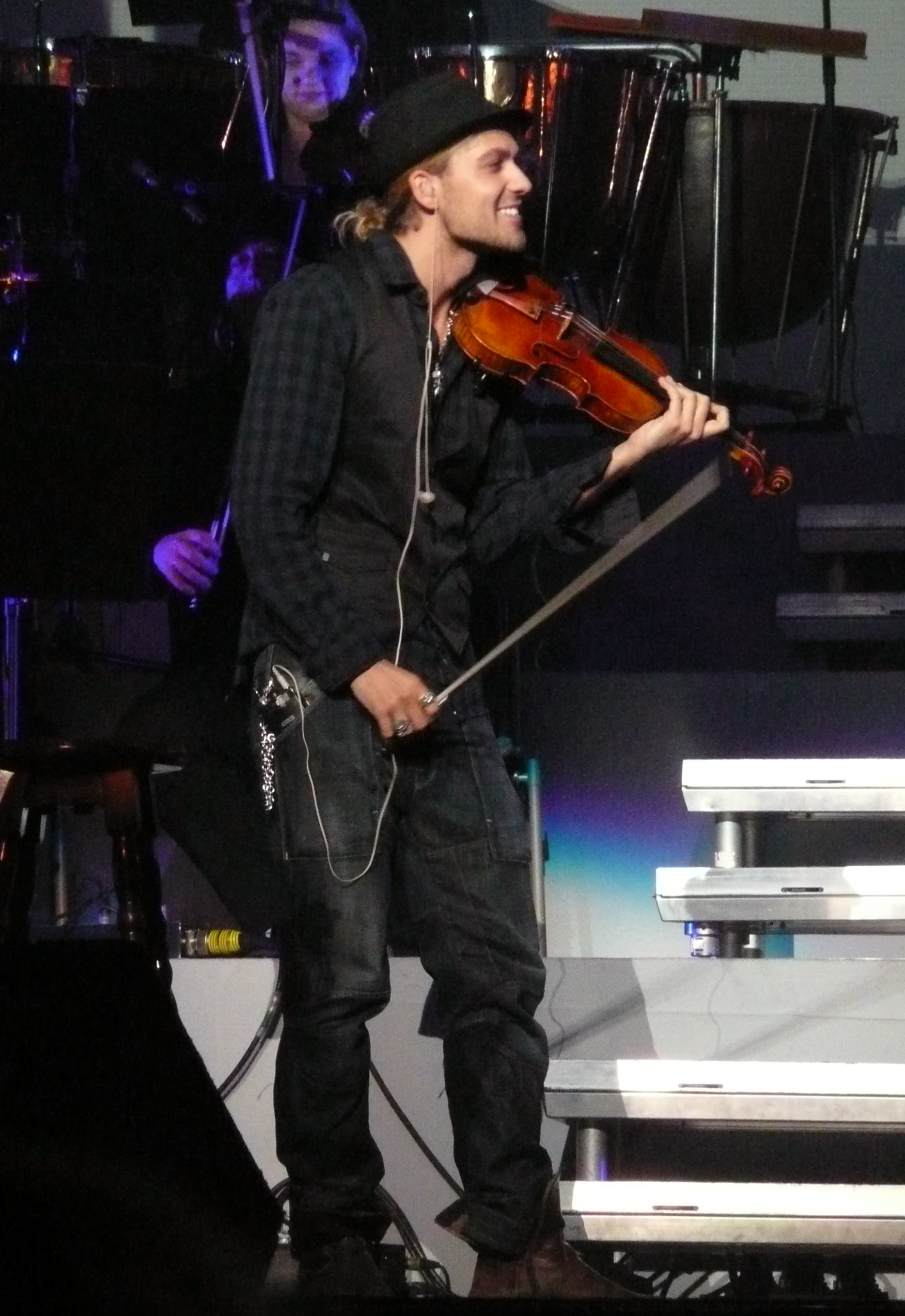
David Garrett

David Garrett (n. 4 septembrie 1980, în Aachen cu numele David Bongartz) este un violonist german. Fiul unui jurist german Georg P. Bongartz, care era un pasionat violonist și o prima balerină nord americană, Dove Garrett. David este considerat un „Wunderkind” (copil minune) primește deja prima vioară la vârsta de patru ani. El are profesori particulari, printre care între anii 1990–1991 pe Zahar Bron, un violonist evreu rus care trăiește în Germania, iar din anul 1992 pe Ida Haendel. Deja la vârsta de 14 ani are un contract cu firma de discuri muzicale „Deutsche Grammophon” adoptând pseudonimul „David Garrett” după numele de familie al mamei sale. Din anul 1999 urmează ca student cursurile lui Itzhak Perlman de la Școala de muzică Juilliard din New York.
Garrett este considerat ca unul dintre cei mai buni violoniști contemporani. La concertele lui cântă pe o vioară Stradivarius din 1710, care valorează mai multe milioane de dolari. El este înregistrat în Guinness-book ca unul dintre cei mai rapizi violoniști din lume, care a realizat un timp record de 66 secunde (13 note muzicale pe secundă ) în interpretarea la vioară a piesei „Zborul bondarului” de Rimski-Korsakov